# Vij (film, 1909)
Pour les articles homonymes, voir Vij (homonymie).
Pour plus de détails, voir Fiche technique et Distribution.
Vij (Вий) est un film russe réalisé par Vassili Gontcharov, sorti en 1909. Le film est considéré comme perdu.

## Fiche technique
- Photographie : Joseph-Louis Mundwiller